# We're Here
We're Here est une série d'émissions de téléréalité américaine diffusée sur HBO et mettant en scène d'anciens candidats de l'émission RuPaul's Drag Race. La série est diffusée pour la première fois le 23 avril 2020 et présente des drag queens qui voyagent à travers les États-Unis pour recruter des habitants de petites villes afin qu'ils participent à des spectacles de drag queens qui ne durent qu'une nuit.

## Présentatrices
- Bob la Drag Queen (saisons 1-3)
- Eureka O'Hara (saisons 1-3)
- Shangela (saisons 1-3)
- Jaida Essence Hall (saison 4)
- Priyanka (saison 4)
- Sasha Velour (saison 4)
- Latrice Royale (saison 4)

## Production

### Le lancement
HBO annonce la série de téléréalité en six épisodes le 5 novembre 2019 mettant en avant les anciens candidats de RuPaul's Drag Race, Bob the Drag Queen, Eureka O'Hara et Shangela,. Le 19 février 2020, il est annoncé que le lancement de l'émission aurait lieu le 23 avril 2020.
We're Here est créée par Stephen Warren et Johnnie Ingram, et est produite par Warren, Ingram, Peter LoGreco, Eli Holzman et Aaron Saidman. Les trois présentateurs et anciens candidats de Drag Race sont également producteurs consultants. Nina Rosenstein, vice-présidente exécutive de la programmation de HBO, déclare : « Le dragisme est une question de confiance en soi et d'expression personnelle. Nous sommes ravis de présenter à notre public le pouvoir de transformation de cette forme d'art ». 
Le dernier épisode de la saison 1, qui devait se dérouler à Spartanburg, en Caroline du Sud, est interrompu en raison de la pandémie de COVID-19 aux États-Unis. L'épisode est aménagé en une discussion en visioconférence sur Zoom entre les trois animateurs au sujet de leurs voyages personnels dans le domaine du drag et de la performance.

### 4 saisons
Le 5 juin 2020, HBO renouvèle la série pour une deuxième saison qui débute le 11 octobre 2021. La deuxième saison commence par un retour à Spartanburg,. Le 16 décembre 2021, HBO renouvèle la série pour une troisième saison dont la première a lieu le 25 novembre 2022.
Le 12 juillet 2023, il est annoncé que la série reviendrait pour une quatrième saison, mais avec de nouvelles reines : Jaida Essence Hall, Priyanka et Sasha Velour. Le 6 septembre 2023, Latrice Royale rejoint le casting de la quatrième saison. 

## Prix et nominations
We're Here reçoit en 2022 le Peabody Award dans la catégorie divertissement. La direction du Peabody, dans son annonce de prix de mai 2023, qualifie la série de « performances poignantes et époustouflantes » et décrit son adoption de drag comme « forme de protestation artistique » à une époque où cette forme d'art fait face à des tentatives de réglementation ou de restriction de la part d'activistes conservateurs et de législateurs.